# Componente Aéreo del Ejército Belga

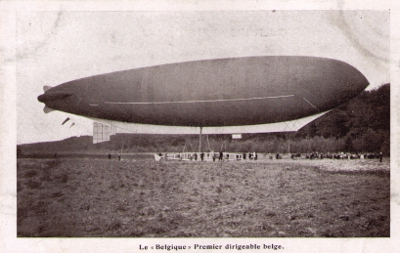
Belgique.

El Componente Aéreo (en francés: Composante air, en neerlandés: Luchtcomponent) es la rama aérea del Ejército Belga desde 2002, antes se denominaba Fuerza Aérea Belga (Force aérienne belge, Belgische Luchtmacht). El Comandante en Jefe es el general de división Gérard van Caelenberge y en caso de guerra el primer ministro asume la comandancia.

## Historia

### Guerras Mundiales

Escarapela belga desde 1945 a 1948.

La Fuerza Aérea de Bélgica fue fundada en 1909 como una rama del Ejército de Bélgica, como Real Fuerza Aérea de Bélgica.
Al inicio de la Primera Guerra Mundial, la Real Fuerza Aérea de Bélgica constaba de cuatro escuadrones de aviones equipados con Farm. En marzo de 1915 se amplió a 6 escuadrones. Durante la guerra se destacó el piloto Willy Coppens por derribar globos de espionaje alemanes mientras se producía la invasión a su país. 
Al comienzo de la Segunda Guerra Mundial, la Fuerza Aérea Belga tenía tres escuadrones permanentes. Los principales aviones utilizados fueron los Renard R-31 y R-32, el Fiat CR.42 y el Hawker Hurricane. Estos fueron destruidos en su totalidad por la Luftwaffe alemana en la invasión de mayo de 1940.

### Actualidad

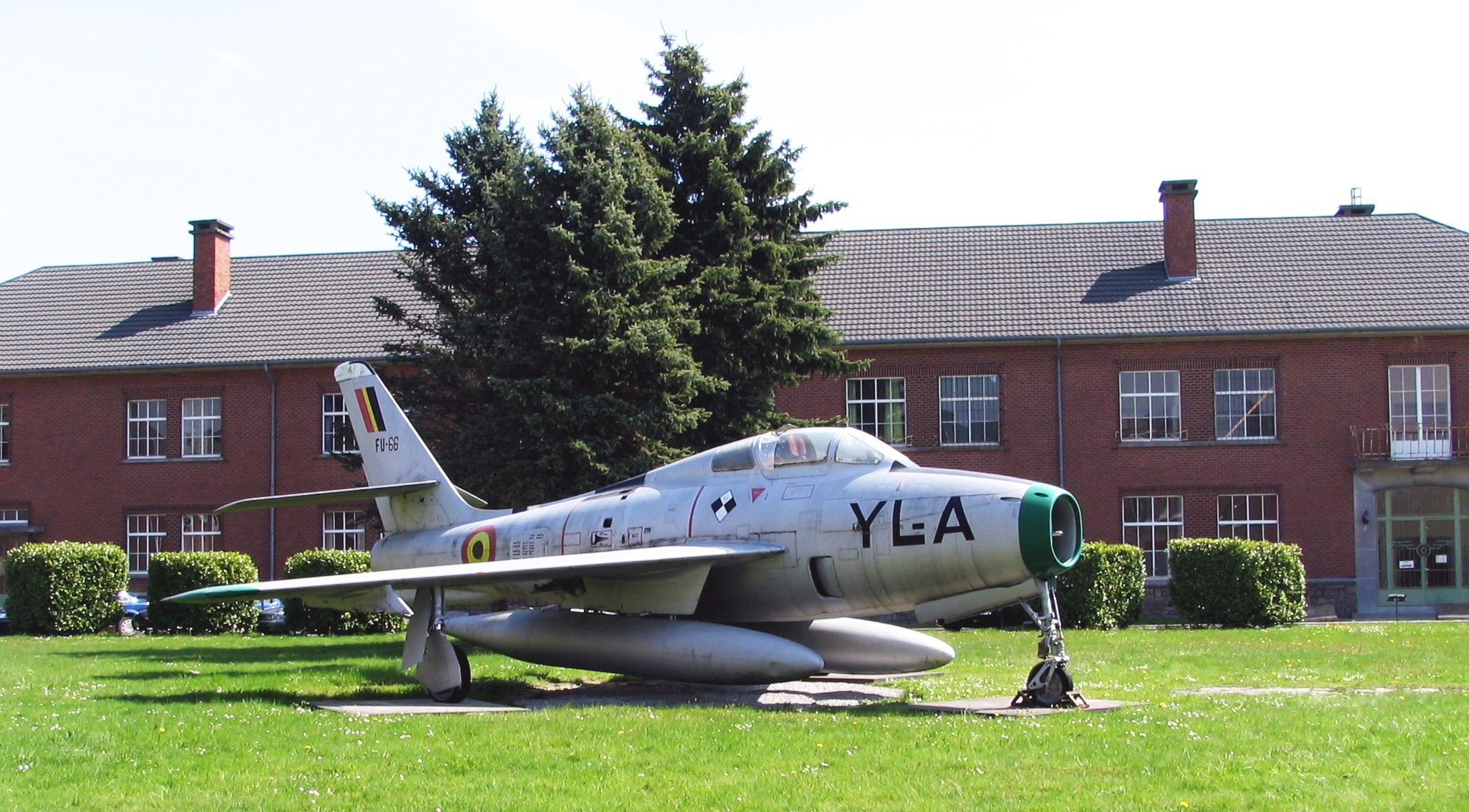
F-84 Thunderjet operado por la Fuerza Aérea Belga durante la Guerra Fría.

Durante el periodo de la Guerra Fría, Bélgica recibió apoyo militar desde el Reino Unido y Estados Unidos. Esto hizo que la Fuerza Aérea Belga aumentara su tamaño de manera considerable, lo que le permitió, más adelante, vender material obsoleto a otros países.
Debido al desplome de la Unión Soviética, desde 1992 hasta 2001 se efectuaron diversas ventas de material a algunos países de África y América, hasta que en el año 2002 el Gobierno decidió imponer una estructura única en las fuerzas armadas, por lo que la Fuerza Aérea de Bélgica independiente del Estado Mayor dejó de existir. Con esta nueva estructura, todas las ramas militares del país fueron agrupadas dentro del Ministerio de Defensa de Bélgica, por lo que dependen directamente de él. A partir de ese momento la Fuerza Aérea de Bélgica pasó a llamarse Componente Aéreo Belga.
El Componente Aéreo actualmente se compone de la 2.ª Ala Táctica en Florennes y la 10.ª Ala Táctica de Ataque en Kleine Brogel. 
De los 160 F-16 adquiridos a Estados Unidos, solo 105 han recibido mejoras y modernización, por lo que se encuentran en condiciones para volar. Se pretende mejorar, dentro del marco de modernización general, a los 55 F-16 restantes antes del 2015.

## Aeronaves

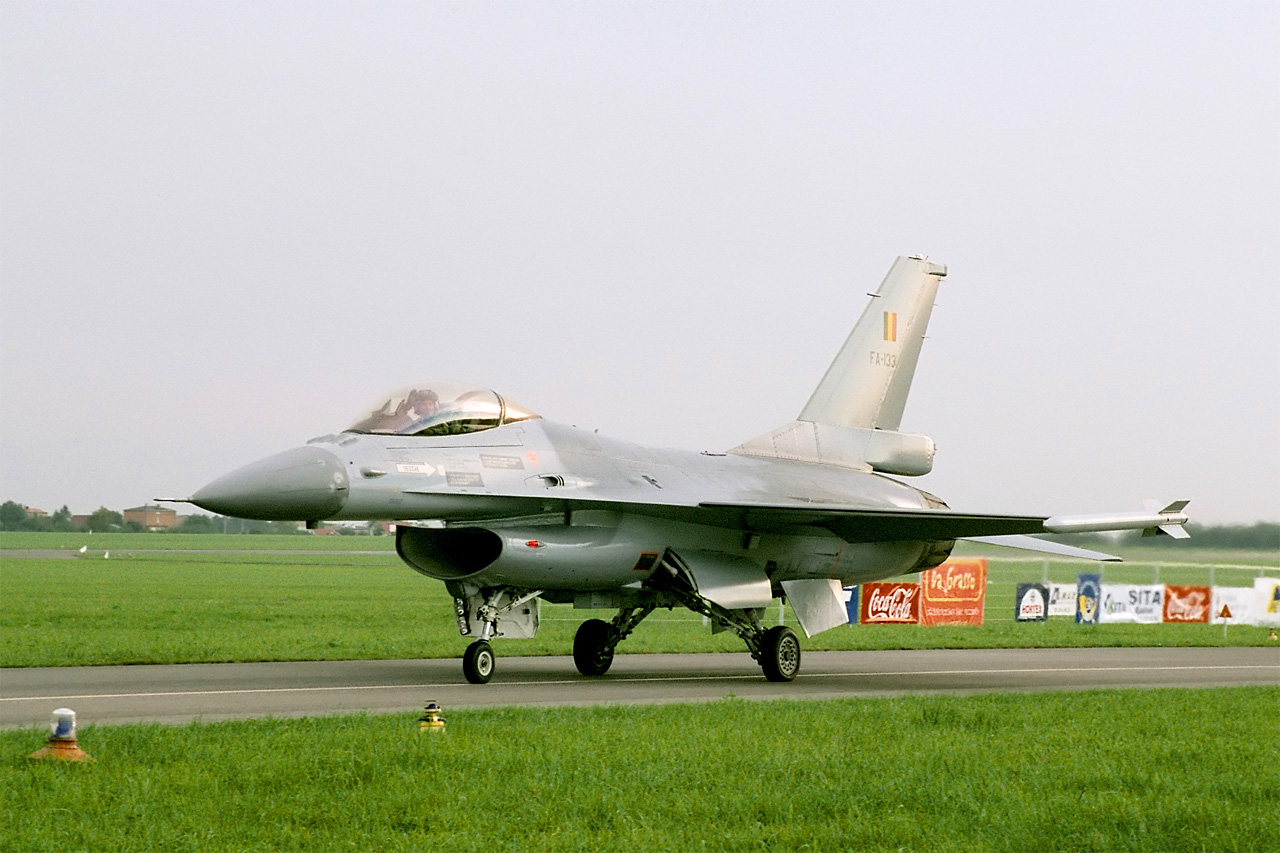
F-16 Fighting Falcon Solo Display Team.

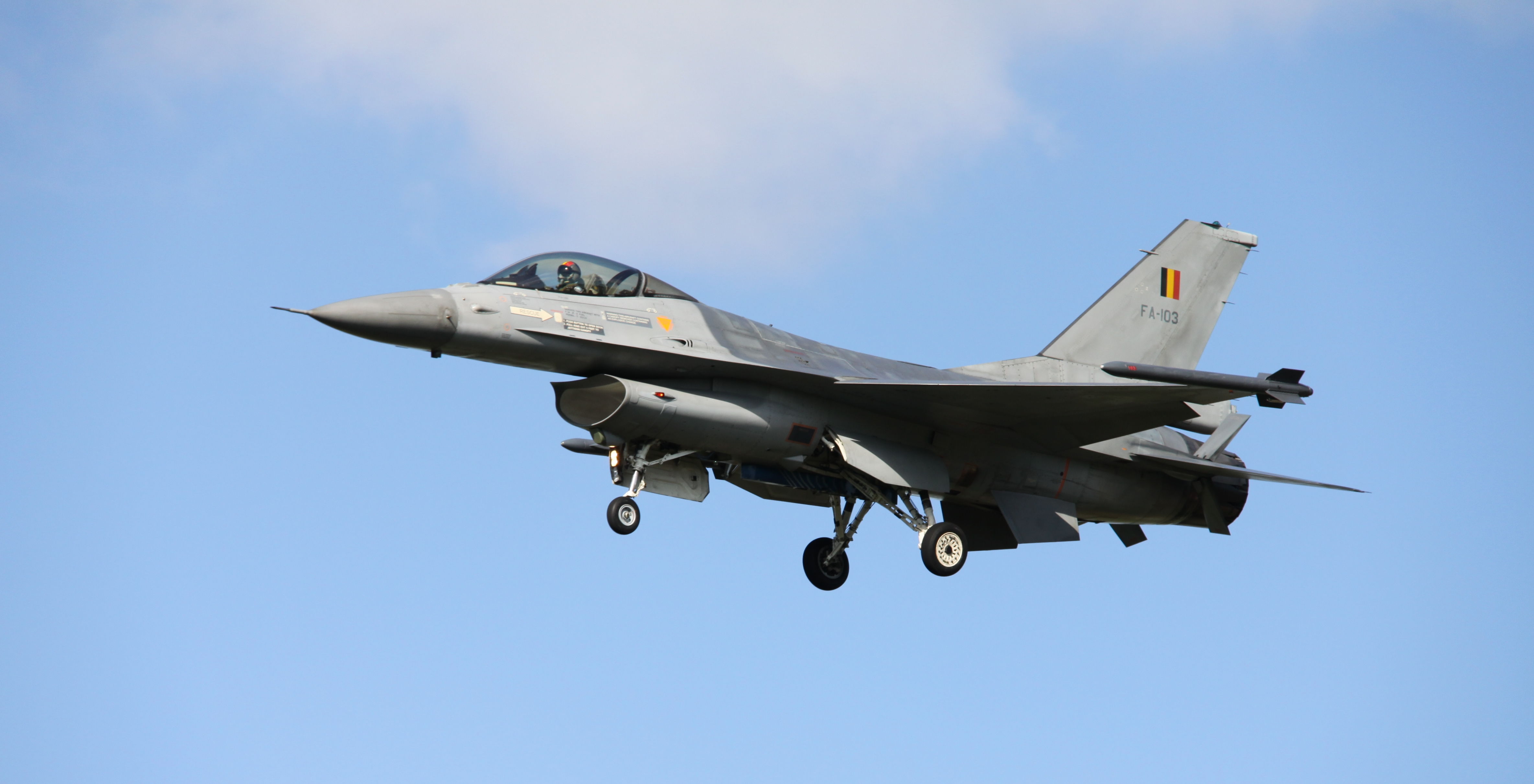
F-16 Fighting Falcon.

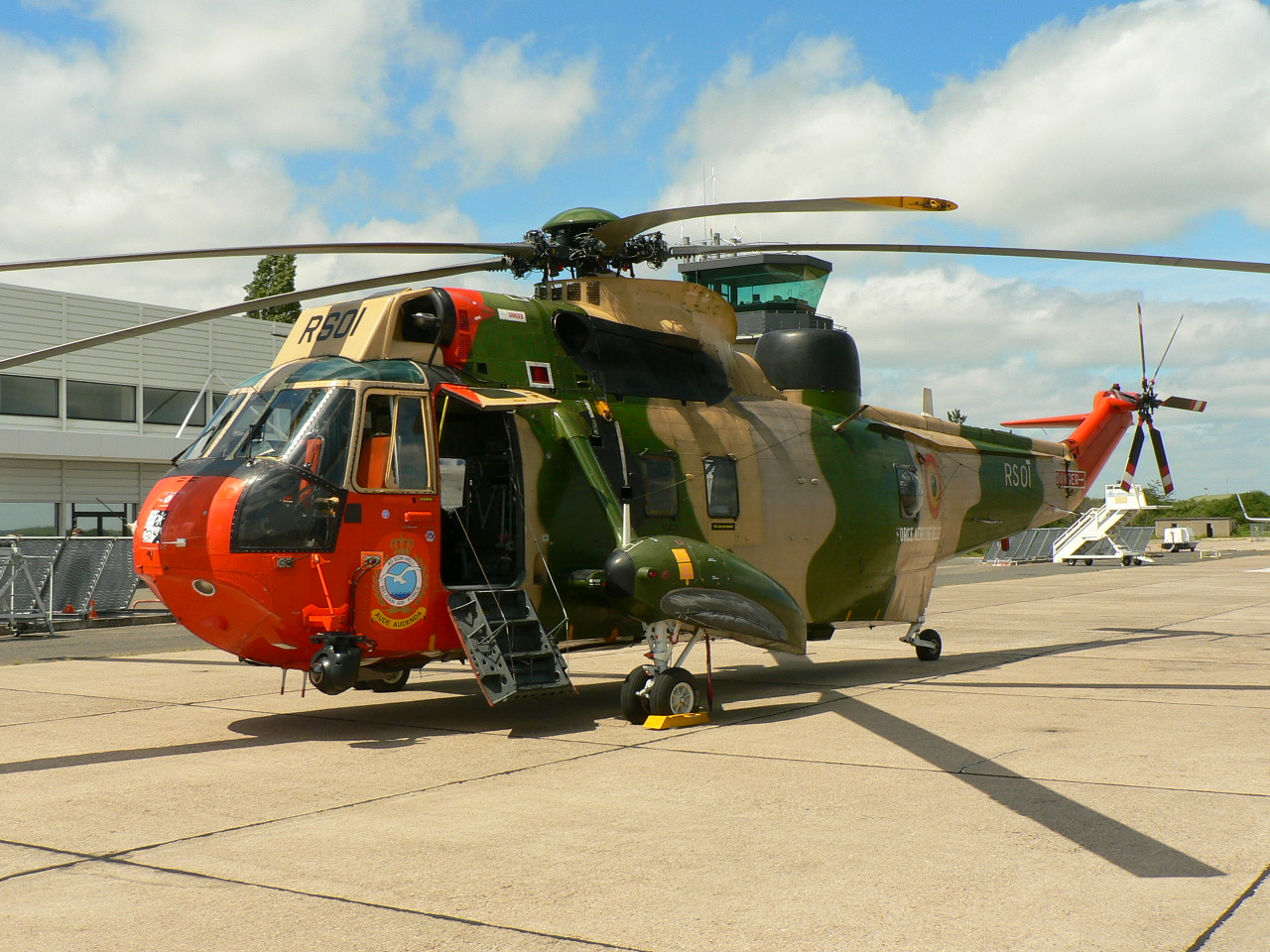
Helicóptero Westland Sea King Mk48 RS01 de la Fuerza Aérea Belga en la exhibición aérea de Tours (Francia).

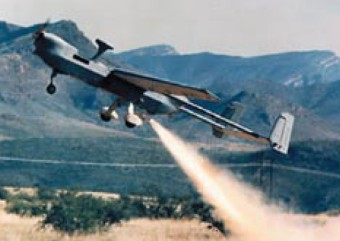
RQ-5.

| Aeronave                             | Origen             | Tipo                                        | Versiones             | En servicio                                    | Notas                                                                                              |
| ------------------------------------ | ------------------ | ------------------------------------------- | --------------------- | ---------------------------------------------- | -------------------------------------------------------------------------------------------------- |
| Aérospatiale SA 318 Alouette II      | Francia            | Helicóptero utilitario ligero               | SA 318C               | 5                                              | Continúan 3 en servicio hasta 2011.                                                                |
| Aérospatiale SA 316 Alouette III     | Francia            | Helicóptero utilitario ligero               | SA 316B               | 3                                              | Principalmente usado por la Armada Belga.                                                          |
| Agusta A109                          | Italia             | Helicóptero de reconocimiento/ataque ligero | A109BA                | 41                                             | |
| Dassault Mirage 5                    | Bélgica · Francia  | Cazabombardero y caza de reconocimiento     | Total 5BD 5BR 5BA     | 32 4 13 15                                     | Almacenados.                                                                                       |
| Fouga Magister                       | Francia · Alemania | Entrenador a reacción                       | CM.170R               | 9                                              | Uno operado por el equipo acrobático y el resto en servicio.                                       |
| Airbus A400M                         | Unión Europea      | Avión de transporte medio                   | A400M                 | 7                                              | Se encargaron 7 unidades. Las entregas comenzaron en 2020.                                         |
| Aermacchi SF.260                     | Italia             | Entrenador de hélice                        | Total SF.260D SF.260M | 34 9 25                                        | |
| SABCA Alpha Jet                      | Bélgica            | Entrenador a reacción                       | Alpha Jet 1B+         | 29                                             | Con base en Francia para entrenamiento conjunto con el Ejército del Aire Francés.                  |
| Dassault Falcon 20                   | Francia            | Avión de transporte ligero                  | Falcon 20E-5          | 2                                              | |
| Dassault Falcon 900                  | Francia            | Avión de transporte ligero                  | Falcon 900B           | 1                                              | |
| Grob G-102 Astir                     | Alemania           | Planeador de entrenamiento                  | G-102                 | 6                                              | Usado por los Air Cadets                                                                           |
| Lockheed C-130 Hercules              | Estados Unidos     | Avión de transporte medio                   | C-130-10              | 12                                             | 1 C-130E pedido y entregado; hecha la modificación al estándar H, operacional a principios de 2009 |
| Lockheed Martin F-16 Fighting Falcon | Bélgica            | Caza polivalente                            | Total F-16AM F-16BM   | 69 54 15                                       | Versiones MLU fabricados bajo licencia y desarrollados por SABCA.                                  |
| NHI NH90                             | Unión Europea      | Helicóptero de transporte                   | Total NFH TTH         | 10 4 6                                         | Previstas las entregas a partir de 2011.                                                           |
| RQ-5 Hunter (B-Hunter)               | Israel             | UAV de reconocimiento                       | MQ-5B                 | 6 aviones y 2 estaciones de control terrestre. | |
| Westland Sea King                    | Reino Unido        | Helicóptero SAR                             | Mk.48                 | 3                                              | Uno fue retirado, otro va a ser usado para repuestos quedando solo 3 en servicio.                  |